# Pourquoi Pas Glacier
Pourquoi Pas Glacier är en glaciär i Antarktis. Den ligger i Östantarktis. Australien gör anspråk på området. Pourquoi Pas Glacier ligger 33 meter över havet.
Terrängen runt Pourquoi Pas Glacier är platt. Havet är nära Pourquoi Pas Glacier åt nordost. Trakten är obefolkad. Det finns inga samhällen i närheten.